# SurePay

Logo

Die niederländische Firma SurePay bietet mit dem IBAN-Name-Check den Abgleich von Name und Kontonummer (IBAN) des Empfängers bei SEPA-Überweisungen.
Die erste Zahlungsdienste-Richtlinie (PSD1) von 2009 ersparte den Banken den Abgleich, ob bei einer Überweisung Kontonummer und Name des Empfängers übereinstimmen. Ziel war Automatisierung, Beschleunigung und Kosteneinsparungen bei Banken. Mit Einführung der SEPA-Überweisung 2014 wurden daher Fehlüberweisungen und Betrug erleichtert. Als Notlösung wurden ausländische IBANs von Transaktionen ausgeschlossen, was ein Verstoß gegen EU-Recht ist; dieser Diskriminierung wird durch die Prüfung entgegengewirkt.
Ab Oktober 2025 müssen laut der Payment Services Regulation (PSR) von 2023 alle Banken den Abgleich von IBAN und Empfängername anbieten, Stichwort verification-of-payee ‚Abgleich des Zahlungsempfängers‘. Falls diese nicht übereinstimmen, wird im Onlinebanking bzw. der Bankingsoftware der Prozentwert der Übereinstimmung mitgeteilt. Man kann dann abbrechen oder auf eigenes Risiko fortfahren. Geprüft werden Onlinebanking, Telefonbanking und vermutlich auch Überweisungsträger bei Abgabe am Schalter; auch für Echtzeitüberweisungen (reguliert durch die Instant Payment Regulation, kurz IPR).

## Verfahren
Vor dem Absenden einer Onlineüberweisung wird eine automatisierte Plausibilitätsprüfung durchgeführt und der Nutzer bekommt eine Benachrichtigung, wenn:
- der eingegebene Name geringfügig von dem des registrierten Kontoinhabers abweicht (z. B. Jansen statt Janssen),
- der eingegebene Name stark von dem des registrierten Kontoinhabers abweicht oder ein völlig anderer Name eingegeben wurde,
- die Kontonummer nicht von einem Unternehmen oder Behörde, sondern von einer Privatperson gehalten wird,
- die IBAN inaktiv ist, also das Bankkonto geschlossen wurde.

## Geschichte
Das Unternehmen SurePay wurde 2016 von der Rabobank gegründet, die das Verfahren im gleichen Jahr in den Niederlanden eingeführt hat, wo damit monatlich 1.300 fehlerhafte Überweisungen entdeckt wurden, davon 200 Fälle von Betrugsverdacht. Seitdem wurde die Lösung von 30 niederländischen Banken wie ING oder de Volksbank übernommen. Seit 2020 gibt es das Verfahren in Großbritannien unter dem Namen Confirmation of Payee (CoP), wo es von einem Drittel der Banken eingesetzt wird. Seit 2021 wird es von inzwischen 114 französischen Banken und Unternehmen benutzt. Seit Ende 2021 ist SurePay auch in Deutschland und weiteren EU-Ländern aktiv. 2024 wird es bei den belgischen Banken eingeführt.[veraltet]
Im September 2021 gab SurePay bekannt, neben der Rabobank zwei neue Investoren (Connected Capital und Iris Capital) gewonnen zu haben.
Nach eigenen Angaben ging in den Niederlanden der betrügerische Überweisungen um 81 % und fehlgeleitete Zahlungen um 67 % zurück.